# Romsdalen
Romsdalen je údolí ležící na území norských krajů Møre a Romsdal a Innlandet. Táhne se severozápadním směrem od horského jezera Lesjaskogsvatnet k mořskému zálivu Romsdalsfjord. Je dlouhé 60 km a protéká jím řeka Rauma, podle níž dostalo jméno (původně Raumsdalr). Údolí je obklopeno pohořím Romsdalsalpane, nejvyšší hora je Store Venjetinden (1852 m), dalšími jsou Trollryggen, Romsdalshorn a Mannen. Na prudkých svazích dochází k častým sesuvům půdy a záplavám, u obce Verma byla roku 1949 vybudována vodní elektrárna.
Oblast je populárním turistickým cílem, nachází se zde vodopád Mongefossen, vysoký 773 m, a nejvyšší kolmá skalní stěna Evropy Trollveggen (Stěna trollů), vyhledávaná vyznavači horolezectví a BASE jumpingu. Údolím prochází železnice Raumabanen a silnice E136. Významnými městy jsou Åndalsnes a Molde, kde se nachází skanzen uchovávající ukázky původní architektury. Zdejší scenérie maloval krajinář Thomas Fearnley, děj některých svých knih do regionu zasadil Jo Nesbø. Vzhledem ke strategickému významu údolí se o ně vedly těžké boje roku 1940 v rámci Operace Weserübung.